# Matthias Brückmann
Matthias Brückmann (* 21. Februar 1962 in Heidelberg) ist ein deutscher Manager.

## Leben
Brückmann wurde als Sohn eines Landwirtes geboren. Nach der Mittleren Reife war er in der Energieberatung tätig. 
Seit 2000 war Brückmann in der MVV Energie Gruppe tätig, zunächst als Bereichsleiter für Marketing und Vertrieb, von 2003 bis 2007 übernahm er den Vorstandsvorsitz des Beteiligungsunternehmens Energieversorgung Offenbach. Bis zu seinem Wechsel zur EWE im Juli 2013 war Brückmann sechs Jahre Vorstand für die Bereiche Vertrieb, Umwelt, Energiedienstleistungen und Handel. Bei der EWE AG übte Brückmann zunächst das Amt des Vertriebsvorstands aus. 2015 trat er die Nachfolge von  Werner Brinker als Vorstandsvorsitzender an. Neben der Tätigkeit in der EWE AG war Brückmann bis zum Januar 2015 auch im Vorstand der swb AG tätig.
Brückmann war von 2015 bis 2017 Vorstandsvorsitzender der EWE AG in Oldenburg.
Aufgrund einer von Brückmann veranlassten Spende der EWE an die Klitschko Foundation in Höhe von 253.000 Euro, die nicht mit dem Aufsichtsrat abgesprochen war, sowie weiterer Vorwürfe, die dem Aufsichtsrat der EWE durch einen anonymen Informanten zugetragen wurden, entschied im Februar 2017 der Aufsichtsrat der EWE AG die Entlassung Brückmanns. Mitte Januar 2020 hat die Staatsanwaltschaft Oldenburg, Brückmann wegen Untreue und Verstoß gegen die Konzernrichtlinien der EWE in Bezug auf die Spende an die Klitschko Foundation angeklagt. Zudem wird ihm vorgeworfen, private Gäste auf Firmenkosten der EWE eingeladen zu haben. Im April 2022 wurde er zu 10 Monaten auf Bewährung wegen Untreue und schwerer Untreue verurteilt,
das Urteil ist rechtskräftig. Die Zivilklage von Herrn Brückmann gegen die EWE wurde bereits im März 2022 von der 15. Zivilkammer des Landgerichts Oldenburg weitgehend abgewiesen.
Brückmann war für den internationalen Projektierer und Energiedienstleister Wircon GmbH in Mannheim als Geschäftsführer tätig.